# جين فوستر (رسوم هزلية)
جين فوستر هي شخصية خيالية تظهر في الكتب المصورة الأمريكية التي نشرتها مارفل كومكس، وتُصوَّر عادة على أنها شخصية داعمة للأبطال الخارقين على رأسهم ثور أودنسون. أول من كتب الشخصية هم ستان لي ولاري ليبر، والفنان جاك كيربي، وظهرت لأول مرة في القصة المصورة رحلة إلى الغموض # 84 (سبتمبر 1962).
وتتمحور قصة جين فوستر حول ممرضة كانت تعمل لسنوات عديدة مع الدكتور دونالد بليك، وهو أول بشري اسقبل ثور، قبل أن هي تصبح طبيبة بنفسها. في قصة مصورة في 2014 أصبحت فوستر جديرة بحمل مطرقة ثور (مولينير) عندما لم يعد ثور قادرًا على ذلك. خلال هذه الفترة المؤقتة، حملت فوستر اسم ودور "ثور إلهة الرعد"، وانضمت إلى المنتقمون، ولكن ينتهي بها المطاف بالتضحية بنفسها في سبيل هزيمة خصم خطير وعودة دور ثور لصاحبه الأصلي.
وقد ظهرت جين فوستر أيضا في نسخ إعلامية مختلفة مبنية على قصة ثور. وقامت الممثلة ناتالي بورتمان بلعب دور جين فوستر في عدة أعمال لمارفل منها ثور (2011) وثور: العالم المظلم (2013)، وكذلك تم الإشارة لفوستر في صور أو في حوار في المنتقمون (2012)، المنتقمون: عصر أولترون (2015)، ثور: راجناروك (2017)، وعدة حلقات من المسلسل التلفزيوني عملاء شيلد.